# 邬贺铨
邬贺铨（1943年1月16日—），男，汉族，广东广州人，中国光纤传送网与宽带信息网专家，中国共产党党员，曾任中国工程院副院长，第八届全国人大代表，第十、十一届全国政协委员。

## 生平
1964年毕业于武汉邮电学院。1999年当选为中国工程院院士。
2008年，当选第十一届全国政协委员，代表科学技术界，分入第三十组。并担任教科文卫体委员会专委。